# Коварский, Яков Моисеевич
Яков Моисеевич Коварский (1883—1973) — русский и советский архитектор.

## Биография
Яков Моисеевич Коварский родился 25 января (по старому стилю) 1883 года в Одессе в многодетной семье виленского мещанина Моисея Яковлевича (Мовши Янкелевича) Коварского (1854—?) и Таубы (Тойбы, Терезы) Абрамовны Коварской (в девичестве Зенфельд, 1859 — 15 июля 1915), дочери молдавскоподданного (впоследствии одесского мещанина), заключивших брак там же 14 декабря 1878 года. Окончил Высшее художественное училище при Императорской Академии художеств в Санкт-Петербурге (1913). Являлся автором множества проектов жилых и больничных зданий.
Сестра — Евгения Моисеевна Коварская (1895—1991), скульптор.

## Избранные проекты и постройки в Санкт-Петербурге
- Доходный дом на Можайской улице, 43 (1912—1914)
- Доходный дом на Английском проспекте, 50 (1912—1914)
- Доходный дом на Садовой улице, 103 (1912—1914)
- Реконструкция, надстройка и перестройка здания бывшей Александринской больницы на улице Маяковского, 12, построенной архитектором А. П. Брюлловым в 1844—1848 гг.
- Реконструкции больницы им. С. П. Боткина (в коллективе авторов)
- Реконструкция и постройка новых корпусов больницы им. В. И. Ленина (Покровской) на Большом проспекте Васильевского острова (1936—1939)
- Реконструкция Обуховской больницы на Загородном проспекте, 47, — Фонтанке, 106 (1936—1939)